# كارل غوستاف ويت
كارل غوستاف ويت (بالألمانية: Gustav Witt)‏ (و. 1866 – 1946 م) هو عالم فلك من ألمانيا . ولد في برلين .
توفي عن عمر يناهز 80 عاماً.